# Astragalus ophiocarpus
Astragalus ophiocarpus är en ärtväxtart som beskrevs av Pierre Edmond Boissier. Astragalus ophiocarpus ingår i släktet vedlar, och familjen ärtväxter. Inga underarter finns listade i Catalogue of Life.